# Eksenatyd
Eksenatyd − lek stosowany w leczeniu cukrzycy, będący agonistą glukagonopodobnego peptydu 1 (GLP-1, glucagon-like peptide 1), wytwarzanego przez komórki L jelita cienkiego, który po związaniu się z komórką β (receptorem dla GLP-1) wysp trzustkowych zwiększa wydzielanie insuliny pod wpływem glukozy. Ponadto spowalnia wchłanianie glukozy oraz hamuje wpływ glukagonu na komórki receptorowe.
W 2005 został dopuszczony w Stanach Zjednoczonych (przez Agencję Żywności i Leków) do leczenia cukrzycy typu 2. Eksenatyd jest syntetycznym analogiem peptydu złożonego z 39 aminokwasów, pierwotnie wykrytego w ślinie helodermy arizońskiej.
Lek jest podawany w postaci zastrzyków podskórnych dwa razy dziennie. Charakteryzuje się dość licznymi działaniami niepożądanymi (nudności, wymioty, biegunka, bóle brzucha, hipoglikemia, refluks żołądkowo-przełykowy). Z uwagi na brak badań nie powinien być stosowany u kobiet w ciąży i matek karmiących.
Jego stosowanie wiąże się ze spadkiem masy ciała (około 2–3 kg w ciągu 6 miesięcy) oraz poprawą kontroli glikemii (spadek poziomu hemoglobiny glikowanej o 0,5–1 punktu procentowego).
Na rynku amerykańskim jest zarejestrowany pod nazwą Byetta.